# سلیم‌سانیان
سلیم‌سانیان (به لاتین: Charadrii) به اعضای راسته ی سلیم‌سانان، به جز آن گروه‌هایی از پرندگان دریایی پاپره‌دار که در نزدیکی اقیانوس‌ها به سر می‌برند، گفته می‌شود. گروه‌هایی که عضو سلیم‌سانیان نیستند شامل قاپوها (Stercorariidae)، مرغان نوروزی (Laridae)، پرستوهای دریایی (Sternidae)، آب‌شکاف‌ها (Rynchopidae)، و ماهی‌گیرک‌ها (Alcidae) هستند. همچنین گلاریول‌های خاکستری (Glareolidae) و سلیم خرچنگ‌خوار (Dromadidae) نیز که شباهت بسیاری به کنارآبچرها دارند، رابطه نزدیکی با پرندگان دریایی دارند.
بررسی‌های جدید اعضای این گروه را به صورت زیر پیشنهاد داده‌اند:
- زیرراسته Scolopaci
  - تیره آبچلیکان
- زیرراسته Thinocori
  - تیره پاشلک شال‌گردنی: painted snipe
  - تیره زیرآبروکان: jacanas
  - تیره دانه‌پاشلک: seedsnipe
  - تیره دشت‌گردان: دشت‌گرد استرالیایی
- زیرراسته Chionidi
  - تیره تلیله‌ایان: thick-knees
  - تیره نیام‌نوک: sheathbills
  - تیره Pluvianellidae: سلیم ماژلان
- زیرراسته Charadrii
  - تیره نوک‌اکراسیان: نوک‌اکراسی
  - تیره نوک‌خنجریان: نوک‌خنجری‌ها و چوب‌پاها
  - تیره صدف‌خواران: صدف‌خوارها
  - تیره سلیمیان: سلیم‌ها و خروس‌های دشتی کولی